# Пластуновка (Харьковская область)
Пластуно́вка (укр. Пластунівка) — село, 
Одрынский сельский совет,
Нововодолажский район,
Харьковская область.
Код КОАТУУ — 6324282503. Население по переписи 2001 года составляет 52 (23/29 м/ж) человека.

## Географическое положение
Село Пластуновка находится между реками Черемушная и Чернечья.
На расстоянии одного км к востоку расположено село Одрынка.

## История
- После 1650 — дата основания.
- При СССР здесь работал одрынский колхоз «Путь Ленина», в котором была ферма в селе Пластуновка.[3]